# Zastosowanie liczb zespolonych w analizie obwodów elektrycznych
Zastosowanie liczb zespolonych – umożliwia uproszczoną analizę obwodów elektrycznych prądu przemiennego. Możliwe jest to dzięki algebraizacji równań różniczkowo-całkowych poprzez odwzorowanie przebiegów prądu i napięcia w postaci funkcji symbolicznej. Stwarza to możliwość analizy obwodu prądu przemiennego z wykorzystaniem metod używanych podczas analizy obwodów prądu stałego, a więc metody potencjałów węzłowych, metody prądów oczkowych, twierdzenia Thevenina-Nortona itd.
Liczby zespolone mogą być wykorzystywane tylko do analizy obwodów liniowych, w których wszystkie źródła energii dostarczają sinusoidalnych prądów i napięć o tej samej częstotliwości. Innymi słowy, liczby zespolone nie mogą być wykorzystane do analizy przebiegów odkształconych.

## Wersor rotacyjny
Funkcja symboliczna budowana jest przy użyciu wersora rotacyjnego {\displaystyle e^{j\omega t}} oraz sprzężonego z nim wersora {\displaystyle e^{-j\omega t}.} Moduł tego wersora równy jest jeden, zaś argument zależny jest od czasu. Obrazem wersora na płaszczyźnie liczb zespolonych jest wektor jednostkowy obracający się z prędkością kątową ω w kierunku matematycznie dodatnim, zaś w przypadku wersora sprzężonego – w kierunku matematycznie ujemnym.
Uwaga: W inżynierii elektrycznej jednostka urojona często oznaczana jest literą j zamiast rozpowszechnionej i, by uniknąć pomyłki z wartością chwilową natężenia prądu zmiennego, również oznaczaną przez małą literę i.

## Funkcja symboliczna
Funkcja symboliczna wyrażana jest jako iloczyn liczby zespolonej {\displaystyle A_{m}=|A_{m}|e^{j\alpha }} oraz opisanego powyżej wersora rotacyjnego. Można to zapisać jako:
{\displaystyle A(t)=|A_{m}|e^{j(\omega t+\alpha )}.}
Obrazem funkcji symbolicznej na płaszczyźnie liczb zespolonych jest wektor o długości {\displaystyle |A_{m}|} i kącie początkowym α, obracający się z prędkością kątową ω w kierunku matematycznie dodatnim.
Uproszczenie analizy obwodów elektrycznych prądu przemiennego, możliwe jest właśnie ze względu na wyjątkowe właściwości funkcji symbolicznej. Pochodna funkcji symbolicznej wyprzedza ją o kąt 90° a jej całka opóźnia się o kąt 90°. Operacje te więc można uprościć zastępując – niezbędne przy analizie obwodów prądu przemiennego – całkowanie na dzielenie poprzez czynnik {\displaystyle j\omega } a różniczkowanie na mnożenie przez czynnik {\displaystyle j\omega .}

## Odwzorowanie przebiegów prądu i napięcia w postaci funkcji symbolicznej
W łatwy sposób można uzasadnić słuszność odwzorowywania przebiegów prądu i napięcia pod postacią funkcji symbolicznej. Dla przykładowego przebiegu sinusoidalnego prądu na odbiorniku danego wzorem: {\displaystyle i=|I_{m}|\sin(\omega t+\alpha )} zbudować można funkcję symboliczną {\displaystyle I(t)=|I_{m}|e^{j(\omega t+\alpha )}.} Jeżeli funkcję symboliczną {\displaystyle I(t)} oraz funkcję do niej sprzężoną przedstawi się w postaci trygonometrycznej:
{\displaystyle I(t)=|I_{m}|e^{j(\omega t+\alpha )}=|I_{m}|[\cos(\omega t+\alpha )+j\sin(\omega t+\alpha )]}
oraz
{\displaystyle I^{*}(t)=|I_{m}|e^{-j(\omega t+\alpha )}=|I_{m}|[\cos(\omega t+\alpha )-j\sin(\omega t+\alpha )],}
to po dodatkowych przekształceniach zauważyć można związek:
{\displaystyle {\frac {I(t)-I^{*}(t)}{2j}}=|I_{m}|\sin(\omega t+\alpha )=i.}
Ponieważ z własności liczb zespolonych wynika, że
{\displaystyle {\frac {Z-Z^{*}}{2j}}={\frac {a+jb-(a-jb)}{2j}}={\frac {2jb}{2j}}=b=\operatorname {Im} \{Z\},}
stąd:
{\displaystyle i=\operatorname {Im} \{I(t)\}.}
I dla napięcia analogicznie:
{\displaystyle u=\operatorname {Im} \{U(t)\}.}
Dodatkowym atutem takiego przyporządkowania jest fakt, że nie tylko możliwe jest odwzorowanie przebiegu prądu lub napięcia poprzez funkcję symboliczną, ale także odtworzenie przebiegu sinusoidalnego z funkcji symbolicznej.

## Zespolone wartości skuteczne
W powyższych wzorach przykładowy przebieg {\displaystyle i=|I_{m}|\sin(\omega t+\alpha )} zawierał czynnik {\displaystyle I_{m},} który odpowiadał zespolonej wartości maksymalnej. Aby przejść z odwzorowania przebiegów sinusoidalnych promieniami wirującymi na odwzorowanie funkcji symbolicznych nieruchomymi wektorami (zatrzymanymi w chwili {\displaystyle t=0}) wprowadza się zespolone wartości skuteczne oznaczane poprzez {\displaystyle U} oraz {\displaystyle I,} gdzie:
{\displaystyle I={\frac {I_{m}}{\sqrt {2}}},}
{\displaystyle U={\frac {U_{m}}{\sqrt {2}}}.}
To właśnie wartości skuteczne zespolone używane są w ostatecznych obliczeniach z wykorzystaniem metod używanych podczas analizy obwodów prądu stałego – nawet ich oznaczenia sugerują brak powiązania obliczeń z dziedziną czasu.